# Nederland op het Eurovisiesongfestival 2017

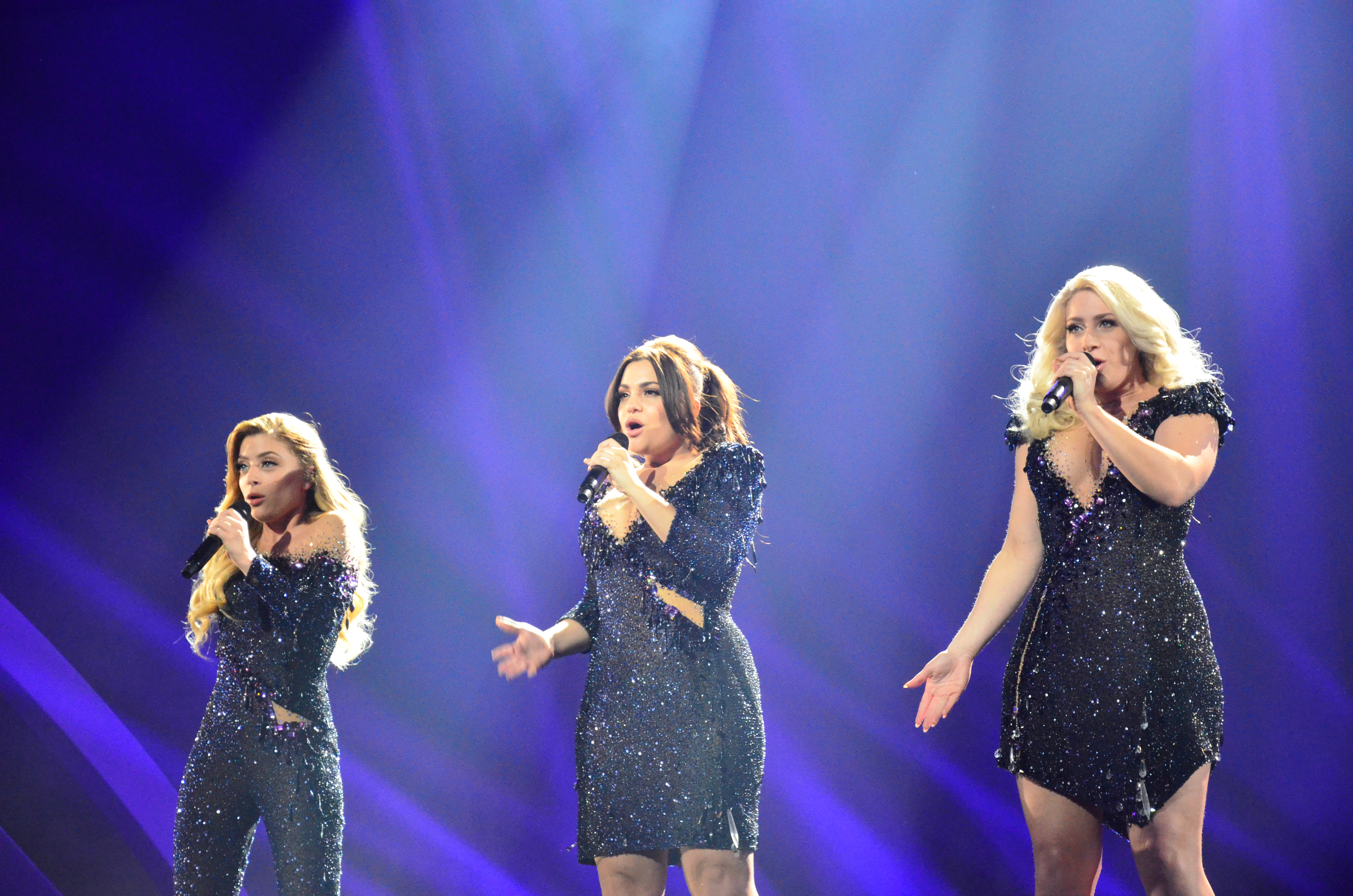
O'G3NE tijdens de generale repetitie voor de finale van het Eurovisiesongfestival 2017

Nederland nam deel aan het Eurovisiesongfestival 2017 in Kiev, Oekraïne. Het was de 58ste deelname van het land aan het Eurovisiesongfestival. De publieke omroep AVROTROS was verantwoordelijk voor de Nederlandse bijdrage.

## Selectieprocedure
Op 29 oktober 2016 maakte AVROTROS bekend dat het O'G3NE intern had geselecteerd om Nederland te vertegenwoordigen op het Eurovisiesongfestival 2017. Het trio vertegenwoordigde Nederland eerder op het Junior Eurovisiesongfestival 2007 onder de naam Lisa, Amy & Shelley. Met Adem in, adem uit eindigde het drietal destijds op de elfde plaats. De Nederlandse inzending voor het Eurovisiesongfestival 2017 kreeg als titel Lights and shadows en werd op 3 maart 2017 voor het eerst gepresenteerd.

## In Kiev
Nederland werd ingedeeld in de tweede halve finale, op donderdag 11 mei 2017. O'G3NE eindigde daarin met 200 punten op de vierde plaats en kwalificeerde zich zodoende voor de finale, twee dagen later. In de finale werd de groep elfde met 150 punten (135 van de vakjury's en 15 via televoting).
1956 · 1957 · 1958 · 1959 · 1960 · 1961 · 1962 · 1963 · 1964 · 1965 · 1966 · 1967 · 1968 · 1969 · 1970 · 1971 · 1972 · 1973 · 1974 · 1975 · 1976 · 1977 · 1978 · 1979 · 1980 · 1981 · 1982 · 1983 · 1984 · 1985 · 1986 · 1987 · 1988 · 1989 · 1990 · 1991 · 1992 · 1993 · 1994 · 1995 · 1996 · 1997 · 1998 · 1999 · 2000 · 2001 · 2002 · 2003 · 2004 · 2005 · 2006 · 2007 · 2008 · 2009 · 2010 · 2011 · 2012 · 2013 · 2014 · 2015 · 2016 · 2017 · 2018 · 2019 · 2020 · 2021 · 2022 · 2023 · 2024 · 2025
Albanië · Armenië · Australië · Azerbeidzjan · België · Bulgarije · Cyprus · Denemarken · Duitsland · Estland · Finland · Frankrijk · Georgië · Griekenland · Hongarije · Ierland · IJsland · Israël · Italië · Kroatië · Letland · Litouwen · Macedonië · Malta · Moldavië · Montenegro · Nederland · Noorwegen · Oekraïne · Oostenrijk · Polen · Portugal · Roemenië · San Marino · Servië · Slovenië · Spanje · Tsjechië · Verenigd Koninkrijk · Wit-Rusland · Zweden · Zwitserland